# 竹谷長二郎
竹谷 長二郎（たけたに ちょうじろう、1910年3月16日 - 2012年2月28日）は、日本の漢文学者。

## 人物・来歴
東京出身。1931年東洋大学専門部倫理学東洋文学専攻卒。書道を吉田苞竹に、漢詩を仁賀保香城に学ぶ。旧制中学勤務をへて、東京都立日比谷高等学校漢文・国語教師を務めた。1970年退職。江戸時代の文人画家を研究した。

## 著書
- 『漢文問題集 分類段階 2(応用編』編. 笠間書院, 1966
- 『漢文問題集 分類段階 3(補習編) 』編. 笠間書院, 1967
- 『漢文問題集 分類段階 1(基礎編)』編. 笠間書院, 1967
- 『竹田荘師友画録訳解』 (笠間選書 笠間書院, 1977
- 『文人画家田能村竹田 「自画題語」訳解を中心に』明治書院, 1981
- 『頼山陽書画題跋評釈』明治書院, 1983
- 『文人画論 浦上春琴「論画詩」評釈』明治書院, 1988
- 『武元登々庵『行庵詩草』研究と評釈』笠間叢書 笠間書院, 1995

### 共著
- 『系統的古文単語の学び方』渡辺仁作共著. 学友社, 1957
- 『古文の構造と分析』関良一共著. 講談社, 1968

### 注解
- 田能村竹田『竹田画論 山中人饒舌訳解』(笠間選書 笠間書院, 1975 
  - 『田能村竹田画論『山中人饒舌』訳解』大越雅子改訂. 笠間書院, 2013
- 寺門静軒『江戸繁昌記』(教育社新書. 原本現代訳 1980
- 『江戸琳派画人鈴木其一書状』北野克共編. 青裳堂書店,日本書誌学大系  1984